# Ecclesia in Urbe
Ecclesia in Urbe (česky Církev ve městě – Řím) je apoštolská konstituce, kterou papež Jan Pavel II. 1. ledna 1998 „nově uspořádal vikariát města Říma“.

## Účel
Vycházeje z apoštolské konstituce Vicariae potestatis in urbe, vydané Pavlem VI. 6. ledna 1977, Jan Pavel II. v úvodních odstavcích vysvětluje význam římského vikariátu. Popisuje jeho význam pro věřící a uvádí důvody pro jeho revizi. V následujících článcích a odstavcích jsou kromě popisu profilu přesně uspořádány struktury, úkoly a personální složení, jakož i administrativní práce a jurisdikce pro římský vikariát. Římská diecéze a kardinál vikář, který ji z pověření papeže spravuje, tak podléhají příkazům této apoštolské konstituce, která vstoupila v platnost 1. května 1998.